# Fajjúm (oáza)

Umístění oázy Fajjúm

Fajjúm je oáza nacházející se západně od Nilu v nížině Libyjské pouště. Její rozloha je 180 km2 a zdrojem vody v ní nejsou artéské studny, jak je obvyklé, ale řeka Bahr Júsuf (Josefova řeka). V oblasti oázy se nachází jezero Karún se slanou vodou, jehož rozloha se vysycháním zmenšuje. Ve starověku byla tato oblast zdrojem zemědělských plodin pro obyvatele starověkého Egypta a později i obyvatele Římské říše. Název Fajjúm pochází ze staroegyptského výrazu Pa-Jóm, znamenajícího moře.

## Historie

### Období starověku
V období 5 450 – 4 400 př. n. l. se zde nacházela Fajjúmská kultura, která ovlivnila další kultury a vývoj Egypta.
Ve starověku se během nilských záplav stávala tato oblast bažinatou a v lagunách žilo mnoho krokodýlů. Proto se hlavním božstvem oázy stal bůh Sobek. Během 12. dynastie (2 tisíce let př. n. l.) byla tato oblast zúrodněna a u vstupu do oázy v dnešním al-Lahúnu byla vybudována rezidence panovníků, z níž se zachovaly zbytky pyramidy Senusreta II.
Za vlády Ptolemaia II. (309 - 246 př. n. l.) byly vysušeny zbývající bažiny a nově získaná půda byla rozdělena mezi vysloužilce řecké armády. Během období římské nadvlády plnila tato oblast úlohu "obilnice Říma".

### Současná doba

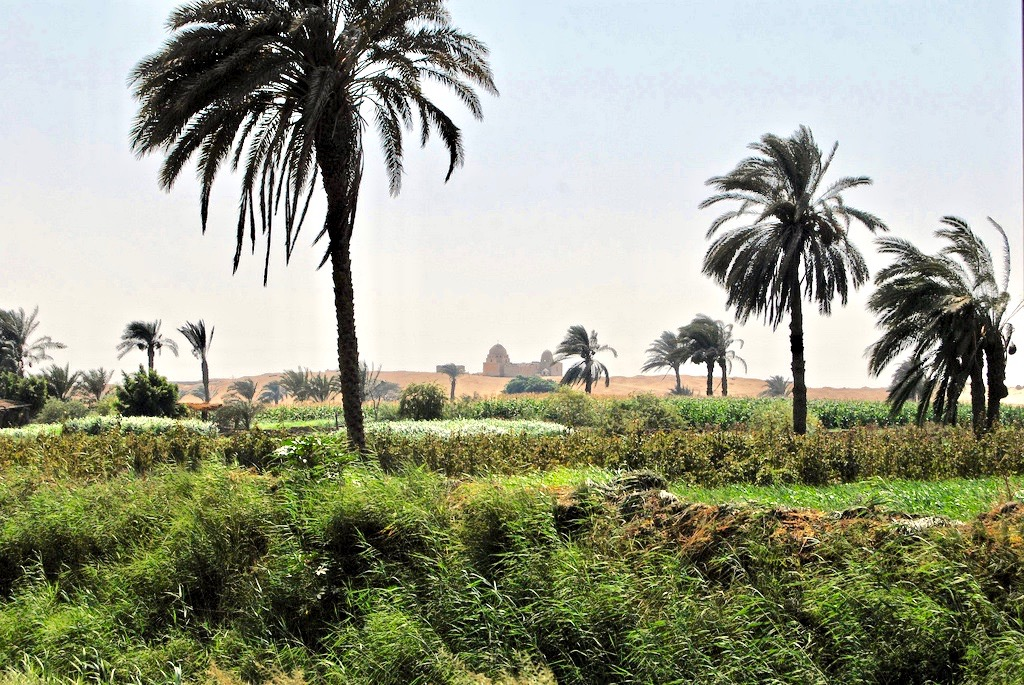
Oáza Fajjúm

Fajjúmská oáza je velice úrodnou krajinou. Pěstují se zde hlavně obiloviny a bavlna. Dále fíky, vinná réva a také olivy. Většina produkce míří do nedaleké Káhiry.

#### Země růží
V roce 1878 Baedekerova cestovatelská příručka nazvala tuto oblast Země růží, protože se zde pěstují růže ve velkém. Právě z oázy Fajjúm se dováží do Káhiry a dalších částí Egypta. Oblast je také nazývána jako "Zahrada Káhiry".

#### Turistický ruch
Celá oblast je oblíbenou destinací turistů. Mezi hlavní lákadla patří historické památky. Fajjúm je spojen s vyznáváním posvátného krokodýla Petsuchos, který byl ztělesněním boha Sobeka.

## Geografie a historické památky
V jihovýchodní části oázy se nachází správní město celé oblasti al-Fajjúm. Středem města protéká řeka Bahr Júsuf. U severního okraje města stojí obelisk Senvosreta I.
8 km jihovýchodně od al-Fajjúmu v Hawwáře se nachází pyramida, kterou nechal postavit Amenemhet III. V okolí Hawwáry byly také nalezeny Fajjúmské mumiové portréty - portréty malované na dřevěné desky připojované k mumiím.